# الوفيات المتعلقة بالجراحة

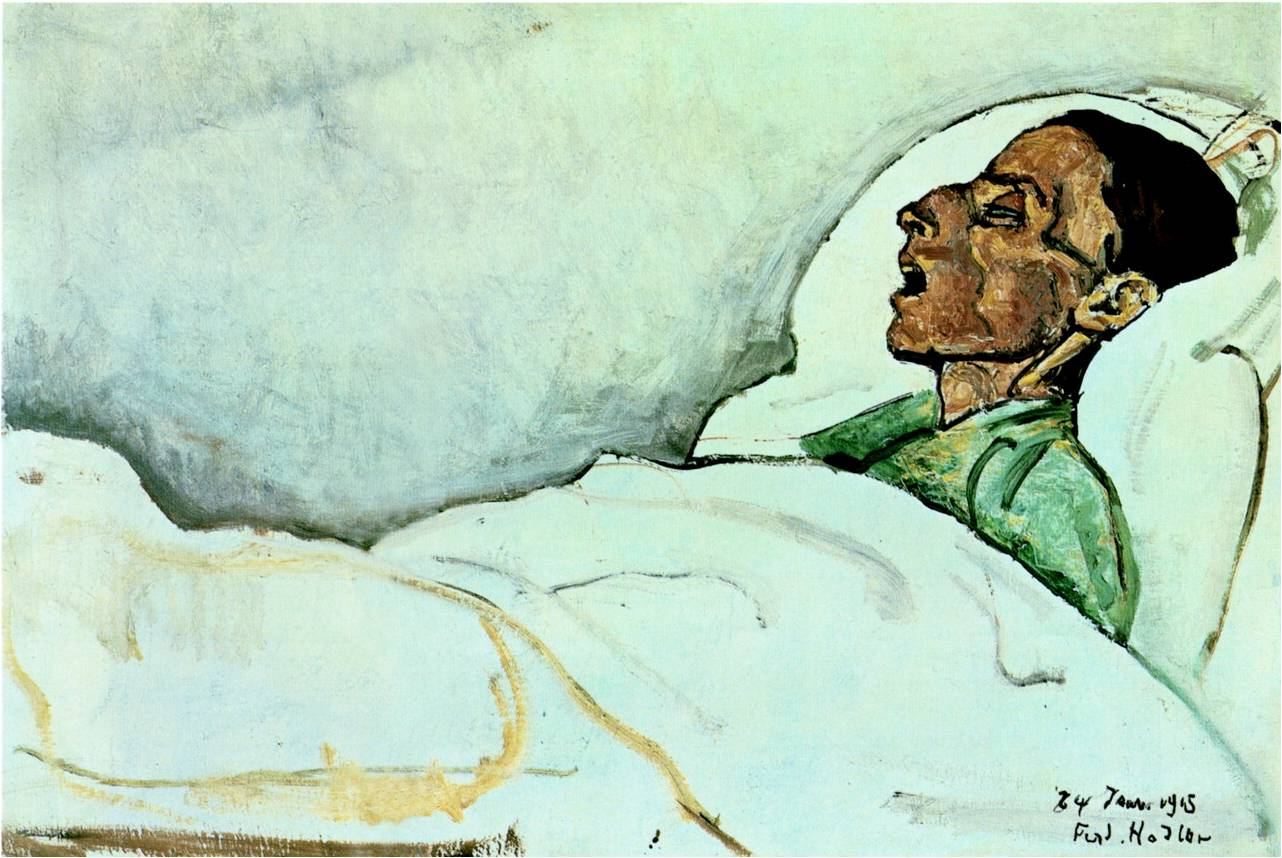

الوفيات المتعلقة بالجراحة تعرّف بأنها أي وفاة، بغض النظر عن السبب، تحدث في غضون 30 يومًا بعد الجراحة سواءً داخل المستشفى أو خارجه. على الصعيد العالمي، 4.2مليون إنسان يموت في غضون 30 يومًا من الجراحة كل عام. من الاعتبارات المهمة في قرار إجراء أي عملية جراحية هي مقدار التحسن والفائدة مقابل المضاعفات والمخاطر.
يستخدم أطباء التخدير والجراحة أساليب مختلفة في تقييم ما إذا كان المريض في الحالة المثلى من وجهة نظر طبية قبل التعهد بإجراء العملية الجراحية.
هناك العديد من الأدوات الإحصائية المتاحة منها نظام تقيم الحالة الصحية لجسد المريض المعروف بالإنجليزية ب (ASA score) وهو الأكثر شهرة بينها.

## أسباب أثناء العملية
المضاعفات الفورية أثناء العملية الجراحية، مثل النزيف أو انثقاب الأعضاء قد يكون لها عواقب مميتة.

## مضاعفات بعد الجراحة

### عدوى
الدول التي تعاني من إنخفاض في التنمية البشرية (HDI) تحمل عبئًا أكبر بشكل غير متناسب من مضاعفات موقع الجراحة من البلدان ذات مؤشر التنمية المرتفع أو المتوسط وقد تكون لها معدلات اعلى من مقاومة المضادات الحيوية. في ضوء توصيات منظمة الصحة العالمية (WHO) بشأن الوقاية من التهابات موقع الجراحة التي تسلط الضوء على غياب وجود أبحاث تدخلية عالية الجودة، وعاجلة، وواقعية، هناك حاجة لتجارب عشوائية ترتكز على الدول قليلة ومتوسطة الدخل لتقييم التدابير التي تهدف إلى الحد من هذه المضاعفات التي يمكن الوقاية منها.
يمكن منع العدوى المحلية في المجال الجراحي باستخدام تقنية التعقيم، وغالبًا ما يتم إعطاء مضادات حيوية الوقائية في جراحة البطن أو المرضى المعروفين أن لديهم خلل في القلب أو صمامات القلب الميكانيكية المعرضين لخطر الإصابة بالتهاب الشغاف (التهابات في طبقة القلب الداخلية).
تتضمن طرق تقليل عدوى الموقع الجراحي في جراحة العمود الفقري تحضير الجلد، واستخدام المصارف الجراحية، والمضادات الحيوية الوقائية، والفانكوميسين. قد تكون المضادات الحيوية فعالة ايضًا.
من غير الواضح ما إذا كان ضمادة معينة لها تأثير على خطر التهاب موقع الجراحة إذا تم غلقه.
تهدف مراجعة منهجية كوكرين إلى تقييم آثار التحكم الصارم في جلوكوز الدم في وقت إجراء العملية لمنع حدوث التهابات في موقع الجراحة. استنتج المؤلفون أنه لم تكن هناك أدلة كافية لدعم التبني الروتيني لهذه الممارسة وأن هناك حاجة للمزيد من التجارب عشوائية المنظمة لمعالجة هذا السؤال البحثي.

### جلطات الدم
ومن الأمثلة على ذلك تجلط الأوعية الدموية العميقة، والانسداد الرئوي، يمكن التخفيف من مخاطرها من خلال تدخلات معينة مثل إدارة مضادات التخثر (مثل الوارفارين أو الهيبارين منخفض الوزن الجزيئي)، الأدوية المضادة للصفائح (مثل الأسبرين)، الجوارب الضاغطة، والضغط الهوائي الدوري للمرضى المعرضين لخطورة عالية.

### الرئتين
يمكن ان تؤثر العديد من العوامل على خطر حدوث مضاعفات رئوية بعد الجراحة (يمكن تعريف هذه المضاعفات بأنها التهاب رئوي بعد الجراحة، قصور تنفسي، أو الحاجة لإعادة التنبيب بعد نزع الأنبوب عند نهاية المخدر. تتضمن المضاعفات الرئوية البسيطة بعد الجراحة أعراض مثل انخماص الرئة، تشنج قصبي، تشنج الحنجرة، والحاجة غير المتوقعة للعلاج بالأكسجين التكميلي بعد الفترة الأولية بعد الجراحة.) من بين جميع العوامل الخطرة المتعلقة بالمريض، الأدلة الجيدة تدعم المرضى الكبار في السن، من التصنيف الثاني في اللياقة البدنية أو أكثر، الاعتماد الوظيفي، مرض الانسداد الرئوي المزمن، وفشل القلب الاقتحاني، مثل أولئك الذين لديهم خطر متزايد للإصابة بمضاعفات رئوية بعد الجراحة، من عوامل الخطر الجراحي، الموقع الجراحي هو أهم عامل مؤشر لخطر المضاعفات الرئوية (الشريان الأبهر، الصدر، وجراحة الجزء العلوي من البطن هي من أكثر العمليات خطورة حتى للمرضى الأصحاء. أهمية الأختبارات ما قبل الجراحة، مثل قياس التنفس، تقييم المخاطر الرئوية له قيمة مثيرة للجدل ويناقش في الأدب الطبي. من بين الاختبارات المخبرية، مستوى الألبومين في الدم أقل من 35 ل/غ هو اقوى متنبئ ومؤشر لخطر المضاعفات الرئوية بدرجة مماثلة لأهم عوامل الخطر المتعلقة بالمريض.
العلاج التنفسي له مكانة في منع الالتهاب الرئوي المتعلق بانخماص الرئة، والذي يحدث بشكل خاص عند المرضى المتعافون من جراحة البطن والصدر.

### عصبي
تحدث السكتات الدماغية بمعدل أعلى خلال فترة ما بعد الجراحة

### الكبد والكلى
في الأشخاص الذين يعانون من تليف الكبد، يتم توقع معدل الوفيات المتعلقة بالجراحة من خلال درجة تشايلد-بو

### حمى ما بعد الجراحة
تعتبر حمى ما بعد الجراحة من المضاعفات الشائعة بعد الجراحة ويمكن أن تكون السمة المميزة لتسمم الدم الخطير، مثل الالتهاب الرئوي، والتهاب المسالك البولية، وتخثر الأوردة العميقة، تلوث الجرح، الخ.
وبالرغم من ذلك، في فترة ما بعد الجراحة القصيرة تحدث حمى منخفضة المستوى قد تنجم أيضًا عن انخماص الرئة مرتبطة بالتخدير، والتي عادةً ما تزول بشكل طبيعي.

## علم الأوبئة
تُعزى معظم الوفيات المتعلقة بالجراحة إلى مضاعفات العملية (مثل النزيف، فساد الدم، وفشل الأعضاء الحيوية) أو الحالات الطبية الموجودة مسبقًا.
على الرغم من أنه في بعض أنظمة الرعاية الصحية مرتفعة الموارد، يتم الاحتفاظ بالإحصاءات عن طريق الإبلاغ الإلزامي عن الوفيات المتعلقة بالجراحة، إلا أنه لا يتم ذلك في معظم البلدان لهذا السبب لا يمكن تقدير رقم إجمالي الوفيات المتعلقة بالجراحة العالمية. قدرت دراسة تستند إلى دراسة من مصادر البيانات الحالية أن 4.2 مليون شخص يموتون في غضون 30 يومًا من الجراحة كل عام، نصف هذه الوفيات تحدث في البلدان المنخفضة ومتوسطة الدخل.
يمكن نشر أرقام الوفيات المتعلقة بالجراحة في جداول دورية تقارن بين جودة المستشفيات. يشير منتقدو هذا النظام إلى أن معدل الوفيات المحيطة بالجراحة قد لا يعكس ضعف الأداء ولكنه قد يكون ناتجًا عن عوامل أخرى، على سبيل المثال نسبة عالية من الجراحة الخطيرة/ غير المخطط لها، أو العوامل الأخرى المتعلقة بالمريض. تعقد معظم المستشفيات اجتماعات منتظمة لمناقشة المضاعفات الجراحية والوفيات المحيطة بالجراحة. يمكن التحقيق في حالات محددة عن كثب إذا تم تحديد سبب يمكن الوقاية منه.
على الصعيد العالمي، هناك عدد قليل من الدراسات التي تقارن الوفيات المحيطة بالجراحة عبر الأنظمة الصحية المختلفة. وجدت دراسة مستقبلية لـ 10.745 مريضًا بالغًا يخضعون لجراحة بطنية طارئة من 357 مركزًا في 58 دولة أن معدل الوفيات أعلى بثلاث مرات في البلدان المنخفضة مقارنة بدول مرتفعة في مؤشر التنمية البشرية (HDI) حتى عند تعديله لعوامل الإنذار. في هذه الدراسة، كان المعدل العام للوفيات في العالم 1.6 في المائة في 24 ساعة (مؤشر التنمية البشرية المرتفع 1.1 في المائة، مؤشر التنمية البشرية المتوسط 1.9 في المائة، مؤشر التنمية البشرية المنخفض 3.4 في المائة)، زيادة إلى 4.5 في المائة لمدة 30 يومًا (مؤشر التنمية البشرية المرتفعة 4.5 في المائة، والمتوسطة 6.0 في المائة، والمنخفضة 8.6 في المائة؛ P<0.001). وجدت دراسة فرعية أجريت على 1409 طفلًا خضعوا لجراحة بطنية طارئة من 253 مركزًا في 43 دولة أن معدل الوفيات المعدل للأطفال بعد الجراحة قد يصل إلى 7 أضعاف في البلدان ذات مؤشر التنمية البشرية المنخفض والمتوسط مقارنة مع البلدان ذات مؤشر التنمية البشرية المرتفع. وهذا يُترجم إلى 40 حالة وفاة زائدة لكل 1000 إجراء يتم إجراؤها في هذه الأماكن. تم اقتراح عوامل تلعب دورًا مهمًا في سلامة المرضى، مع استخدام قائمة مراجعة السلامة الجراحية لمنظمة الصحة العالمية المرتبطة بانخفاض معدل الوفيات في 30 يومًا.
الوفيات المرتبطة مباشرة بإدارة التخدير أقل شيوعا، وقد يشمل أسبابًا مثل الشفط الرئوي لمحتويات المعدة، الاختناق والحساسية المفرطة. قد ينتج ذلك عن خلل في المعدات المتعلقة بالتخدير أو بشكل أكثر شيوعًا، خطأ بشري. وجدت دراسة أجريت عام 1978 أن 82٪ من حالات التخدير التي يمكن الوقاية منها كانت نتيجة خطأ بشري.
في مراجعة عام 1954 لـ 599.548 عملية جراحية في 10 مستشفيات في الولايات المتحدة بين عامي 1948 - 1952، نُسبت 384 حالة وفاة إلى التخدير، بمعدل وفيات إجمالي ب0.064٪ . في عام 1984، بعد بث برنامج تلفزيوني يسلط الضوء على التخدير في الولايات المتحدة، عيّن طبيب التخدير الأمريكي إليسون س. بيرس لجنة تسمى لجنة التخدير لسلامة المرضى وإدارة المخاطر في الجمعية الأمريكية لأطباء التخدير. وقد تم تكليف هذه اللجنة بتحديد وتقليل الأسباب المرضية والوفيات المتعلقة بالتخدير. نتاج هذه اللجنة، تم إنشاء مؤسسة التخدير لسلامة المرضى في عام 1985 كمؤسسة مستقلة، تأسست في عام 1985 كشركة مستقلة غير ربحية برؤية أنه «لا يجوز أن يتضرر أي مريض من التخدير».
الوفيات الحالية التي تعزى إلى إدارة التخدير العام مثيرة للجدل. تتراوح معظم التقديرات الحالية لوفيات ما بعد الجراحة من 1 وفاة في 53 مخدر إلى 1 في 5417 مخدر. يتراوح معدل وفيات ما بعد الجراحة التي تعزى مباشرة إلى التخدير من 1 في 6795 إلى 1 في 200200 مخدر. هناك بعض الدراسات التي تشير إلى معدل وفيات أقل بكثير. على سبيل المثال، أفاد استعراض كندي دراسة عام 1997 لـ 2.830.00 إجراء جراحي عن طريق الفم في أونتاريو بين 1973-1995 عن أربع وفيات فقط في الحالات التي قام فيها إما جراح الفم والوجه والفكين أو طبيب أسنان بتدريب متخصص في التخدير بإدارة التخدير العام أو التخدير العميق. حسب المؤلفون معدل الوفيات الإجمالي 1.4 لكل 1.000.000 يقترح أن هذه النطاقات الواسعة قد تكون ناجمة عن الاختلافات في التعاريف التشغيلية ومصادر إعداد التقارير.
تم نشر أكبر دراسة عن وفيات ما بعد الجراحة في عام 2010. في هذا التقرير عن 3.7 مليون عملية جراحية في 102 مستشفى في هولندا خلال 1991 - 2005، ولوحظت وفيات ما بعد الجراحة من جميع الأسباب في 67.876 مريضا، بمعدل عام 1.85 ٪.
يلتزم أطباء التخدير باستمرار بالحد من الوفيات والأمراض المتعلقة بالجراحة. في عام 2010، أطلقت منظمات التخدير الأوروبية الرئيسية إعلان هلسنكي لسلامة المرضى في التخدير، وهو بيان عملي يستند إلى تحسين رعاية التخدير في أوروبا.